# 馬爾特尼夫卡 (里夫內區)
50°32′53″N 25°59′2″E / 50.54806°N 25.98389°E
馬爾特尼夫卡（烏克蘭語：Мартинівка），是烏克蘭西北部里夫内州里夫内区大奥梅利亚纳市镇的村落。始建於1872年，面積0.47平方公里，海拔高度216米，2001年人口122。